# Linda Goodman
Mary Alice Kemery (Morgantown, 9 de abril de 1925 — Colorado Springs, 21 de outubro de 1995) foi uma poetisa e astróloga best-seller norte-americana. Linda é vista como uma das raízes de disseminação do movimento new age por intermédio do seu livro best-seller Linda Goodman's Sun Signs (1968).